# イビデン電子工業
イビデン電子工業株式会社（イビデンでんしこうぎょう）は、かつて岐阜県大垣市青柳町300番地（イビデン青柳事業場）に本社を置いていた、イビデンのグループ会社である。

## 会社概要
- 電気機器（プリント基板、電子部品など）、自動車部品（セラミックフィルター）等の、加工、検査の専門の会社である。
- 殆どはイビデンからの受注であるが、近年イビデン以外の会社の受注が増えつつある。

## 沿革
- 1976年（昭和51年）3月1日 - イビデンのプリント基板の製造、検査専門の会社として設立。
- 1994年（平成6年）4月1日 - イビデンのグループ再編の為、イビデン電子工業は、プリント基板等の検査を中心とした会社となる。
- 2015年（平成27年）
  - 4月1日 - この日をもって、ほぼ全社員が、イビデン、及びイビデンの関連会社に出向。
  - 7月1日 - この日をもって、全社員が出向先に転籍。その後、イビデンの2015年上期決算にて、イビデン電子工業の解散が発表された。

## 事業場
- 大垣事業場（大垣市木戸町、イビデン大垣事業場内）2015年3月まで
- 青柳事業場（大垣市青柳町、イビデン青柳事業場内）2015年3月まで
- 河間事業場（大垣市河間町、イビデン河間事業場内）2015年3月まで
- 大垣中央事業場（大垣市笠縫町、イビデン大垣中央事業場内）2015年3月まで
- 衣浦事業場（愛知県高浜市、イビデン衣浦事業場内）2000年頃まで
- 共和事業場（愛知県大府市、豊田自動織機共和工場内）2006年頃まで
- 大垣北事業場（揖斐郡揖斐川町、イビデン大垣北事業場内）2006年頃まで
- 林町分室（大垣市林町、オーミケンシ大垣工場内）2007年頃まで

林町分室は当初は河間事業場の分室であったが、大垣事業場の分室に変更された。